# Lourdes Reyes
María Lourdes Reyes Barragan nasceu em (San Luis Potosí, no México dia 15 de Junho de 1972) é uma atriz mexicana. Filha de Jesús Reyes y Lourdes Barragan.

## Biografia
Começou sua carreira como cantora em 1987, participando de uma banda local de San Luis Potosí. Em 1991, participou no concurso "Jovens Valores Bacardi".
Sua estreia na televisão foi em 1993, atuando em alguns episódios de Televiteatros posteriormente foi admitida no Centro de Artes Educação Televisa o (CEA), se formou em 1994.
Sua primeira oportunidade foi na telenovela produzida por Angelli Nesma Medina em María la del barrio na qual estrelou Thalía em 1995 com a personagem de "Silvia".
Dois anos o mas tarde Lourdes retornar em 1997, no elenco da telenovela, Sin Ti, atuando com a personagem de "Angeles" no final desta produção, ela atua como a mau caráter "Selena Olivarez" na telenovela Camila em 1998, ambas produções de Angelli Nesma Medina.
Um ano mais tarde, se junta ao elenco de ¿Que nos pasa? em 1999 e posteriormente tem personagem "Marifé" na telenovela Por tu amor de 1999, que foi estrelada pela atriz Gabriela Spanic sob o comando novamente de Angelli Nesma Medina.
Em 2000, Lourdes fica mais conhecida por estrelar na telenovela Amigos por siempre substituindo a atriz Adriana Fonseca, com a personagem de "Melissa Escobar" que teve de deixar o melodrama de Rosy Ocampo por sempre se atrasar nas gravações. Ao final da telenovela infantil Lourdes Reyes faz uma participação especial  na telenovela Por un beso no ano de 2000, trabalhando novamente com a Angelli Nesma Medina sem dúvida ela é a atriz preferida dessa produtora.
Entre 2001 e 2004, ela atuou em mais de 10 episódios da série "Mujer, casos de la vida real". Em 2003, dá vida a 'Rocío' na telenovela infantil De pocas, pocas pulgas.
Em 2004, atua no filme curtametragem de comédia "Dos tragedias", ao lado da atriz Rosa María Bianchi. Em 2005, a jovem actriz integra como uma vilã "Claudia" na telenovela Piel de otoño, protagonizada por  Laura Flores, René Strickler, Sergio Goyri e Sabine Moussier.
Em Sueños y caramelos de 2005, é a telenovela que dá vida a 'Selena Monraz" fazendo par com o grande ator Manuel Saval. No ano de  2006, estava no elenco da telenovela jovem do momento Rebelde para o papel da amargurada e intolerante professora "Julia Lozano".
Em Janeiro de 2007, Lourdes se aventurou no mundo da apresentação  com o programa Metropolis, transmitida por 4TV, onde ela compartilhou créditos com Laisha Wilkins entre outros. Recentemente interpretou "Malena de Fregoso" na produção Juro Que Te Amo em 2008.  Em 2013 protagonizou a novela Las trampas del Deseo  . Em 2016 antagonzia a novelaCorazón que miente . Em 2019 participará da telenovela El Último dragón

## Trabalhos na TV

### Telenovelas
- Mi secreto (2022)
- SOS me estoy enamorando (2021-2022) - Leonor Muñoz-Cano
- Vencer el desamor (2020-2021) - Josefina Miranda
- Decisiones: unos ganan, otros pierden (2020) - Valentina
- La doble vida de Estela Carrillo (2017) - Luisa Almeida
- Mujeres de negro (2016) - Rita Curi
- Corazón que miente (2016) - Rafaela del Moral Sánchez de Ferrer
- Señora Acero (2015-2017) - Cayetana Acosta de Roca
- La mujer del vendaval (2012-2013) - Ilse Sánchez
- Ni contigo ni sin ti (2011) - Anna
- Juro que te amo (2008) - Malena de Fragoso
- Rebelde (2004-2006) - Julia Lozano
- Sueños y caramelos (2005) - Selene de Monraz
- Piel de otoño (2005) - Claudia Lambarri
- De pocas, pocas pulgas (2003) - Rocío Montes de Fernández
- Por un beso (2000) - Estela Hidalgo
- Amigos x siempre (2000) - Melissa Escobar
- Por tu amor (1999) - Maria Fernanda "Marife" Cifuentes Álvarez
- Sin ti (1998) - Ángeles
- Camila (1998) - Selene Olivares
- María la del Barrio (1995) - Sylvia

### Séries
- Ingobernable (2017) - Sofia
- Dios Inc. (2016) - Miriam
- Las trampas del deseo (2013) - Roberta Jáuregui
- Infames (2012) - Yalda Maga Adam
- Capadocia (2011) - Nuria Arjona
- La rosa de Guadalupe (2010-2018) - Várias personagens
- Los simuladores (2008) - Elisa
- Mujeres asesinas (2008) - Diana Alvarado
- Metrópolis revista 4tv (2007) Apresentadora
- Mujer, casos de la vida real (14 episódios, 2001-2004)
- Voces en el silencio (2006)
- El largo regreso a casa (2005)
- Doble moral (2004)
- Silencio (2004)
- El décimo mandamiento (2003)
- Carencias vitales (2003)
- Instinto de supervivencia (2003)
- La búsqueda (2003)
- Cautivo de un cuerpo (2002)
- Venta nocturna (2002)
- Para que tu me quieras (2002)
- Con el pueblo en contra (2002)
- Tu alma en mí (2001)
- Trauma infantil (2001)
- ¿Qué nos pasa? (1999) - Jaqueline "Jaque"
- Televiteatros (1993)

### Teatro
- Cuarto Obscuro (2001)
- Todos tenemos problemas sexuales (2003)
- Confesiones de Mujeres de 30 (2004)

### Cinema
- El Purgatorio (2008)
- Dos Tragedias (2004) - Karla